# Nihonjin gakkō

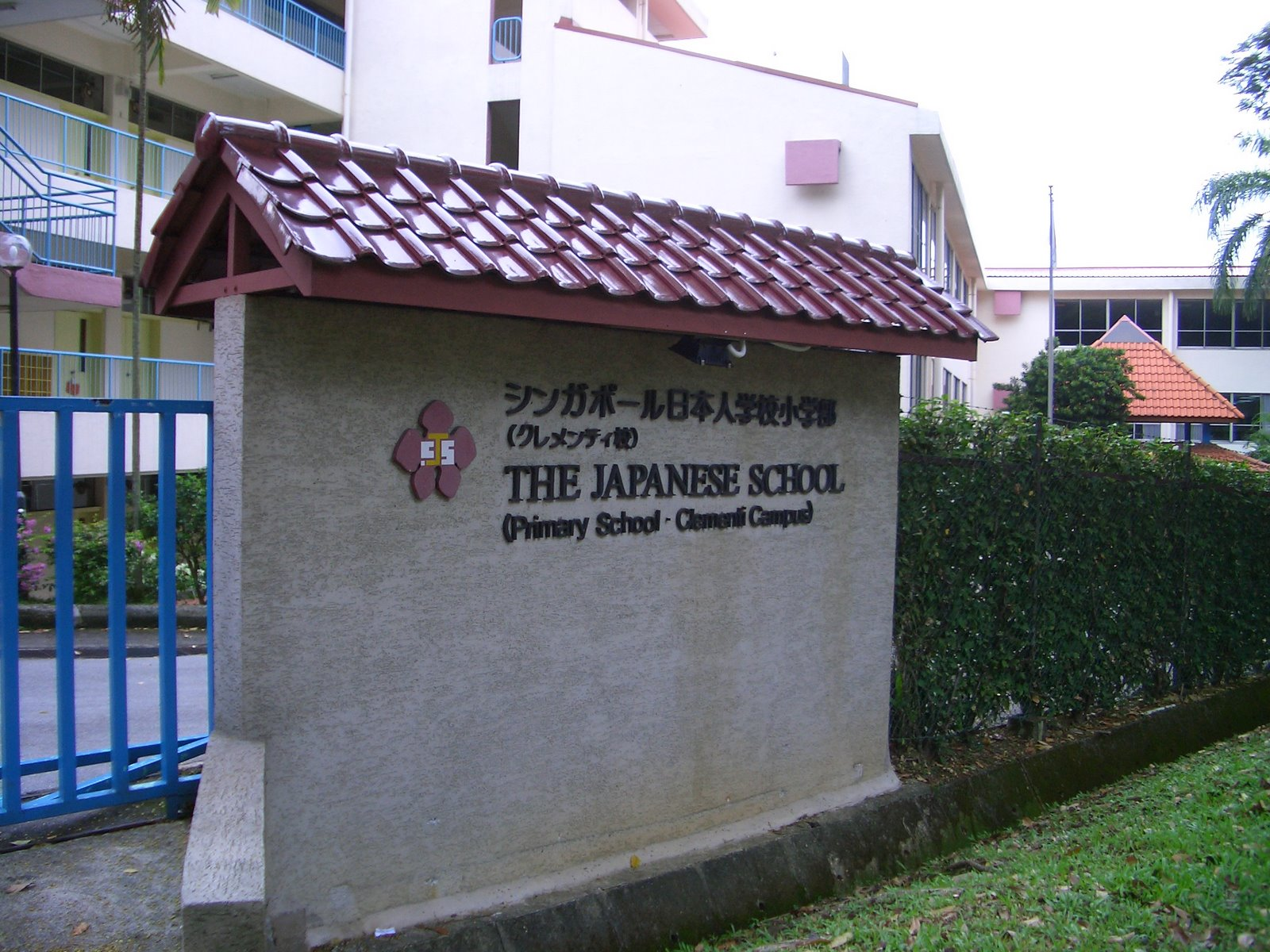
Japanska skolan i Singapore, grundskolan Clementi Kampus, Singapore; sedan 2013 är detta den största Japanska skolan utanför Japan.

Nihonjin gakkō (日本人学校 Nihonjin gakkō), också kallad Japanska skolan, är en heldagsskola utanför Japan för barn med japanska som modersmål. Skolan är avsedd för barn vars föräldrar jobbar som diplomater, affärsmän eller utbildningsmissioner utomlands och som har planer att återvända till Japan.
Skolan erbjuder samma läroplan som offentliga grundskolor i Japan. Detta för att eleverna inte ska halka efter så mycket i skolarbetet innan de återvänder till Japan. Vissa skolor accepterar bara japanska medborgare; andra välkomnar japansktalande elever oavsett medborgarskap.

## Historia

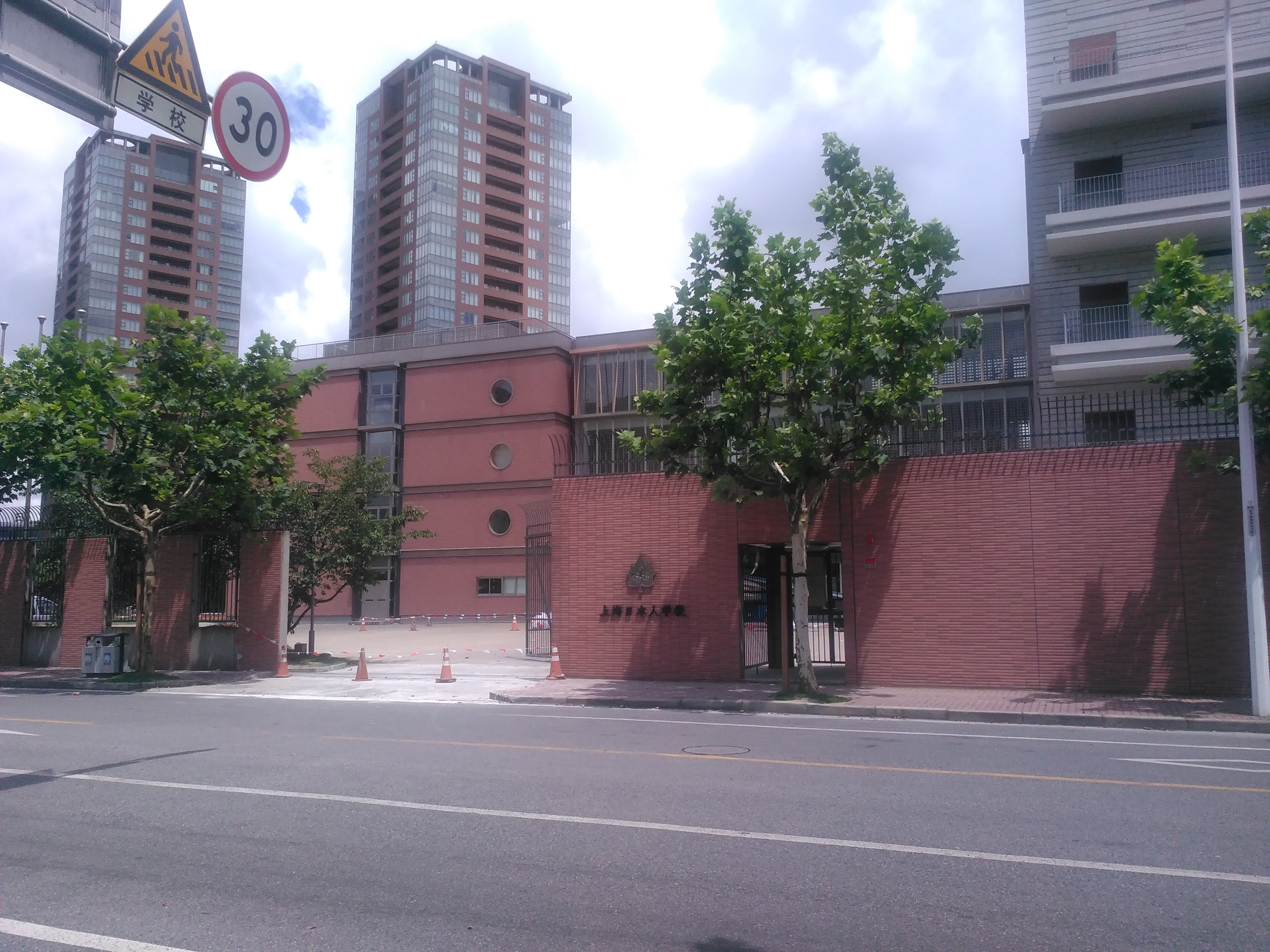
Japanska skolan i Shanghai är den enda nihonjin gakkō i världen som erbjuder gymnasieutbildning.

Några av nihonjin gakkō i Asien har en lång historia, ursprungligen etablerade som lokala skolor i de då Japan-ockuperade territorierna av Thailand, Filippinerna och Taiwan. 
Efter att Japan återhämtat sig efter andra världskriget, ökades antalet internationella japanska skolor runtom i världen. Den första efterkrigsskolan utanför Japan var Japanska Skolan i Bangkok, vilken öppnade år 1956.

## Tendenser

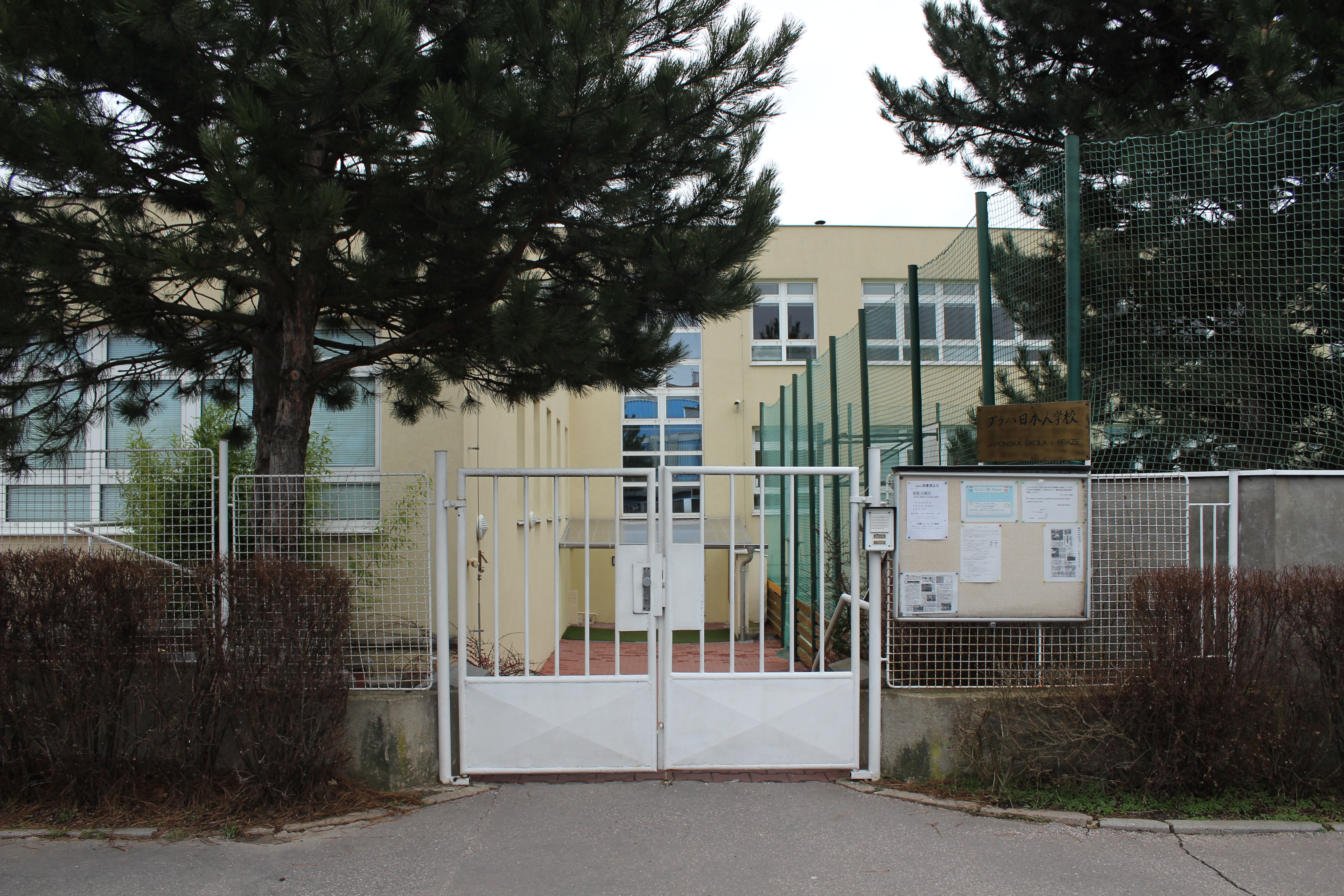
Japanska skolan i Prag.

Sedan början av 1990-talet har fler japanska föräldrar föredragit lokala eller internationella skolor framför nihonjin gakkō.
Under 2005–2007 föredrog japanska föräldrar i USA och Europa, liksom i många andra industrialiserade länder, generellt att deras barn gick i en lokal skola, medan japaner i Asien och Mellanöstern föredrog nihonjin gakkō.
År 2003 läste 11 579 japanska elever på heltid vid en Japansk skola i Asien utanför Japan, vilket var över 70 % av de japanska eleverna boende där. I Oceanien var motsvarande siffra 194  elever (7,7 %), och i Nordamerika 502 elever (2,4 %).

## Platser
Nihonjin gakkō finns främst i:
- Områden med många japaner, som till exempel London och New York. Många barn studerar bara ett antal år där, beroende på föräldrarnas arbetsliv.
- Områden där engelska inte är ett officiellt språk, som till exempel Düsseldorf, São Paulo, Dubai och Kuala Lumpur. Många föräldrar skulle skickat deras barn till en lokal skola om det vore ett engelskspråkigt land.

Asien (Förutom Mellanöstern)
- Bangladesh
  - Japanska Skolan i Dhaka
- Folkrepubliken Kina
  - Japanska Skolan i Peking
  - Japanska Skolan i Dalian
  - Japanska Skolan i Guangzhou
  - Japanska Skolan i Hangzhou
  - Japanska Skolan i Hong Kong
  - Japanska Skolan i Qingdao
  - Japanska Skolan i Shanghai
  - Japanska Skolan i Shenzhen
  - Japanska Skolan i Suzhou
  - Japanska Skolan i Tianjin
- Indien
  - Japanska Skolan i Mumbai
  - Japanska Skolan i New Delhi
- Indonesien
  - Japanska Skolan i Bandung
  - Japanska Skolan i Jakarta
  - Japanska Skolan i Surabaya (スラバヤ日本人学校)
- Malaysia
  - Japanska Skolan i Kuala Lumpur (Subang, Selangor)
  - Japanska Skolan i Johor (ジョホール日本人学校)
  - Japanska Skolan i Kota Kinabalu (コタキナバル日本人学校)
  - Japanska Skolan i Penang (ペナン日本人学校)
- Myanmar
  - Japanska Skolan i Yangon
- Pakistan
  - Japanska skolan i Islamabad
  - Japanska skolan i Karachi
- Filippinerna
  - Japanska Skolan i Manila (Taguig, Metro Manila)
- Republiken Kina (Taiwan)
  - Japanska Skolan i Kaohsiung
  - Japanska Skolan i Taichung
  - Japanska Skolan i Taipei
- Singapore
  - Japanska skolan i Singapore
- Sydkorea
  - Japanska Skolan i Busan (釜山日本人学校)
  - Japanska Skolan i Seoul
- Sri Lanka
  - Japanska Skolan i Colombo
- Thailand
  - Japanska Skolan i Bangkok
  - Japanska Skolan i Si Racha (シラチャ日本人学校)
- Vietnam
  - Japanska Skolan i Hanoi
  - Japanska Skolan i Ho Chi Minh City

Mellanöstern
- Bahrain
  - Japanska Skolan i Bahrain
- Iran
  - Japanska Skolan i Teheran
- Qatar
  - Japanska Skolan i Doha
- Saudiarabien
  - Japanska Skolan i Jeddah
  - Japanska Skolan i Riyadh
- Turkiet
  - Japanska Skolan i Istanbul
- Förenade Arabemiraten
  - Japanska Skolan i Abu Dhabi
  - Japanska Skolan i Dubai

Nordamerika
- Mexiko
  - Japanska Skolan i Aguascalientes
  - Japanska Skolan i Mexico City
- USA
  - Japanska Skolan i Guam (Mangilao, Guam)
  - Japanska Skolan i Chicago (Arlington Heights, Illinois)
  - Japanska Skolan i New Jersey (Oakland, New Jersey)
  - Japanska Skolan i New York (Greenwich, Connecticut)
  - Not: Seigakuin Atlanta International School (Japanska Skolan i Atlanta), Nishiyamoto Academy of California (Japanska Skolan i Kalifornien) räknas inte som nihonjin gakko utan som hoshu jugyo ko (utländska filialer till japanska privatskolor)[3]

Central- och Sydamerika
- Argentina
  - Japanska Skolan i Buenos Aires (ブエノスアイレス日本人学校)
- Brasilien
  - Escola Japonesa de Manaus
  - Japanska Skolan i São Paulo
  - Japanska Skolan i Rio de Janeiro
- Chile
  - Japanska Skolan i Santiago (サンチャゴ日本人学校)
- Colombia
  - Japanska Skolan i Bogotá
- Costa Rica
  - Japanska Skolan i San José
- Guatemala
  - Japanska Skolan i Guatemala
- Panama
  - Japanska Skolan i Panamá
- Paraguay
  - Japanska Skolan i Asunción (アスンシオン日本人学校)
- Peru
  - Japanska Skolan i Lima
- Venezuela
  - Japanska Skolan i Caracas

Europa
- Österrike
  - Japanska Skolan i Wien
- Belgien
  - Japanska Skolan i Bryssel
- Tjeckien
  - Japanska Skolan i Prag
- Frankrike
  - Japanska Skolan i Paris (Montigny-le-Bretonneux, Yvelines)
- Tyskland
  - Japanska Skolan i Frankfurt am Main
  - Japanska Skolan i Düsseldorf
  - Japanska Skolan i München
  - Japanska Skolan i Berlin
  - Japanska Skolan i Hamburg (Halstenbek, Schleswig-Holstein)
- Ungern
  - Japanska Skolan i Budapest
- Italien
  - Japanska Skolan i Milano
  - Japanska Skolan i Rom
- Nederländerna
  - Japanska Skolan i Amsterdam
  - Japanska Skolan i Rotterdam
- Polen
  - Japanska Skolan i Warszawa
- Rumänien
  - Japanska Skolan i Bukarest (Voluntari, Ilfov)
- Ryssland
  - Japanska Skolan i Moskva
- Spanien
  - Japanska Skolan i Barcelona (Sant Cugat del Vallès, Katalonien)
  - Japanska Skolan i Madrid
- Schweiz
  - Japanska Skolan i Zürich (Uster, Zürich (kanton))
- Turkiet
  - Se Mellanöstern
- Storbritannien
  - Japanska Skolan i London

Afrika
- Egypten
  - Japanska Skolan i Kairo (Giza)
- Kenya
  - Japanska Skolan i Nairobi
- Sydafrika
  - Japanska Skolan i Johannesburg

Oceanien
- Australien
  - Japanska Skolan i Perth
  - Japanska Skolan i Melbourne
  - Japanska Skolan i Sydney
- Guam (U.S.A)
  - Se Nordamerika